# Риу-де-Моиньюш (Борба)
Риу-де-Мои́ньюш (порт. Rio de Moinhos) — фрегезия (район) в муниципалитете Борба округа Эвора в Португалии. Территория — 52,92 км². Население — 2 271 жителей. Плотность населения — 42,9 чел/км².